# Einar Sandberg (målare)
Einar Sandberg, född 1876 i Fredrikstad, död 1947, var en norsk målare.
Sandberg var elev till Erik Werenskiold och Kristian Zahrtmann i Köpenhamn 1903–1905 samt till Henri Matisse i Paris 1909–1910. Han slog sig tidigt ner i Lillehammer. Han målade landskap från Østlandet, gärna i gulgrön färgskala och i en uttrycksfull, förenklad stil.
Han är representerad vid Nasjonalgalleriet i Oslo med Fra Kviteseid (1910) och fyra andra målningar samt sju etsningar.